# Monte-Carlo Rolex Masters
El Masters de Montecarlo, oficialment conegut com a Monte-Carlo Rolex Masters, és un torneig de tennis professional que es disputa anualment sobre terra batuda al complex Monte Carlo Country Club de Ròcabruna Caup Martin, França, molt a prop de Montecarlo, Mónaco. Pertany a les sèries ATP World Tour Masters 1000 del circuit ATP masculí.
El torneig es va crear l'any 1897 amb el nom de Monte Carlo Open, nom que va conservar fins a la instauració de la categoria de torneigs masters el 1996, que es va canviar per Monte Carlo Masters. L'any 2008, l'ATP va intentar baixar de categoria el torneig, però finalment es va arribar a un acord. Tot i això, és l'únic torneig d'aquesta categoria on la participació dels millors tennistes no és obligatòria. El torneig es disputa anualment el mes d'abril o maig.
El tennista balear Rafael Nadal manté el rècord d'onze títols (8 i 3 consecutius) des de la creació de l'Era Open. Anteriorment, els germans anglesos Doherty, Lawrence i Reginald, van dominar les deu primeres edicions amb quatre i sis títols respectivament. Pel que fa en dobles, els germans Bob i Mike Bryan tenen el rècord de sis títols. Casualment, tan Nadal com els germans Bryan van establir aquesta marca el mateix any 2018.

## Palmarès

### Individual masculí
| Any  | Campió                                            | Finalista                                         | Resultat                                          |
| ---- | ------------------------------------------------- | ------------------------------------------------- | ------------------------------------------------- |
| 2025 | Carlos Alcaraz                                    | Lorenzo Musetti                                   | 3−6, 6−1, 6−0                                     |
| 2024 | Stéfanos Tsitsipàs (3)                            | Casper Ruud                                       | 6−1, 6−4                                          |
| 2023 | Andrei Rubliov                                    | Holger Rune                                       | 5−7, 6−2, 7−5                                     |
| 2022 | Stéfanos Tsitsipàs                                | Alejandro Davidovich Fokina                       | 6−3, 7−6(3)                                       |
| 2021 | Stéfanos Tsitsipàs                                | Andrei Rubliov                                    | 6−3, 6−3                                          |
| 2020 | Torneig suspès a causa de la pandèmia de COVID-19 | Torneig suspès a causa de la pandèmia de COVID-19 | Torneig suspès a causa de la pandèmia de COVID-19 |
| 2019 | Fabio Fognini                                     | Dušan Lajović                                     | 6−3, 6−4                                          |
| 2018 | Rafael Nadal (11)                                 | Kei Nishikori                                     | 6−3, 6−2                                          |
| 2017 | Rafael Nadal                                      | Albert Ramos Viñolas                              | 6−1, 6−3                                          |
| 2016 | Rafael Nadal                                      | Gaël Monfils                                      | 7−5, 5−7, 6−0                                     |
| 2015 | Novak Đoković (2)                                 | Tomáš Berdych                                     | 7−5, 4−6, 6−3                                     |
| 2014 | Stanislas Wawrinka                                | Roger Federer                                     | 4−6, 7−6(5), 6−2                                  |
| 2013 | Novak Đoković                                     | Rafael Nadal                                      | 6−2, 7−6(1)                                       |
| 2012 | Rafael Nadal                                      | Novak Đoković                                     | 6−3, 6−1                                          |
| 2011 | Rafael Nadal                                      | David Ferrer                                      | 6−4, 7−5                                          |
| 2010 | Rafael Nadal                                      | Fernando Verdasco                                 | 6−0, 6−1                                          |
| 2009 | Rafael Nadal                                      | Novak Đoković                                     | 6−3, 2−6, 6−1                                     |
| 2008 | Rafael Nadal                                      | Roger Federer                                     | 7−5, 7−5                                          |
| 2007 | Rafael Nadal                                      | Roger Federer                                     | 6−4, 6−4                                          |
| 2006 | Rafael Nadal                                      | Roger Federer                                     | 6−2, 6−7(2), 6−3, 7−6(5)                          |
| 2005 | Rafael Nadal                                      | Guillermo Coria                                   | 6−3, 6−1, 0−6, 7−5                                |
| 2004 | Guillermo Coria                                   | Rainer Schüttler                                  | 6−2, 6−1, 6−3                                     |
| 2003 | Juan Carlos Ferrero (2)                           | Guillermo Coria                                   | 6−2, 6−2                                          |
| 2002 | Juan Carlos Ferrero                               | Carles Moyà                                       | 7−5, 6−3, 6−4                                     |
| 2001 | Gustavo Kuerten (2)                               | Hicham Arazi                                      | 6−3, 6−2, 6−4                                     |
| 2000 | Cédric Pioline                                    | Dominik Hrbaty                                    | 6−4, 7−6(3), 7−6(6)                               |
| 1999 | Gustavo Kuerten                                   | Marcelo Ríos                                      | 6−4, 2−1 i retirada                               |
| 1998 | Carles Moyà                                       | Cédric Pioline                                    | 6−3, 6−0, 7−5                                     |
| 1997 | Marcelo Ríos                                      | Àlex Corretja                                     | 6−4, 6−3, 6−3                                     |
| 1996 | Thomas Muster (3)                                 | Albert Costa                                      | 6−3, 5−7, 4−6, 6−3, 6−2                           |
| 1995 | Thomas Muster                                     | Boris Becker                                      | 4−6, 5−7, 6−1, 7−6(6), 6−0                        |
| 1994 | Andrí Medvèdev                                    | Sergi Bruguera                                    | 7−5, 6−1, 6−3                                     |
| 1993 | Sergi Bruguera (2)                                | Cédric Pioline                                    | 7−6, 6−0                                          |
| 1992 | Thomas Muster                                     | Aaron Krickstein                                  | 6−3, 6−1, 6−3                                     |
| 1991 | Sergi Bruguera                                    | Boris Becker                                      | 5−7, 6−4, 7−6(1), 7−6(4)                          |
| 1990 | Andrei Chesnokov                                  | Thomas Muster                                     | 7−5, 6−3, 6−3                                     |
| 1989 | Alberto Mancini                                   | Boris Becker                                      | 7−5, 2−6, 7−6, 7−5                                |
| 1988 | Ivan Lendl (2)                                    | Martin Jaite                                      | 5−7, 6−4, 7−5, 6−3                                |
| 1987 | Mats Wilander (2)                                 | Jimmy Arias                                       | 4−6, 7−5, 6−1, 6−3                                |
| 1986 | Joakim Nystrom                                    | Yannick Noah                                      | 6−3, 6−2                                          |
| 1985 | Ivan Lendl                                        | Mats Wilander                                     | 6−1, 6−3, 4−6, 6−4                                |
| 1984 | Henrik Sundstrom                                  | Mats Wilander                                     | 6−3, 7−5, 6−2                                     |
| 1983 | Mats Wilander                                     | Mel Purcell                                       | 6−1, 6−2, 6−3                                     |
| 1982 | Guillermo Vilas (2)                               | Ivan Lendl                                        | 6−1, 7−6, 6−3                                     |
| 1981 |                                                   | Jimmy Connors                                     | 5−5 (suspesa per la pluja)                        |
| 1981 | Guillermo Vilas                                   |                                                   | 5−5 (suspesa per la pluja)                        |
| 1980 | Bjorn Borg (3)                                    | Guillermo Vilas                                   | 6−1, 6−0, 6−2                                     |
| 1979 | Bjorn Borg                                        | Vitas Gerulaitis                                  | 6−2, 6−1, 6−3                                     |
| 1978 | Raúl Ramírez                                      | Tomas Smid                                        | 6−3, 6−3, 6−4                                     |
| 1977 | Bjorn Borg                                        | Corrado Barazzutti                                | 6−3, 7−5, 6−0                                     |
| 1976 | Guillermo Vilas                                   | Wojtek Fibak                                      | 6−1, 6−1, 6−4                                     |
| 1975 | Manuel Orantes                                    | Bob Hewitt                                        | 6−2, 6−4                                          |
| 1974 | Andrew Pattison                                   | Ilie Năstase                                      | 5−7, 6−3, 6−4                                     |
| 1973 | Ilie Năstase (3)                                  | Bjorn Borg                                        | 6−4, 6−1, 6−2                                     |
| 1972 | Ilie Năstase                                      | Frantisek Pala                                    | 6−1, 6−0, 6−3                                     |
| 1971 | Ilie Năstase                                      | Tom Okker                                         | 3−6, 8−6, 6−1, 6−1                                |
| 1970 | Željko Franulović                                 | Manuel Orantes                                    | 6−4, 6−3, 6−3                                     |
| 1969 | Tom Okker                                         | John Newcombe                                     | 8−10, 6−1, 7−5, 6−3                               |
| 1968 | Nicola Pietrangeli                                | Alex Metreveli                                    | 6−2, 6−2                                          |

### Dobles masculins
| Any  | Campions                                          | Finalistes                                        | Resultat                                          |
| ---- | ------------------------------------------------- | ------------------------------------------------- | ------------------------------------------------- |
| 2025 | Romain Arneodo Manuel Guinard                     | Julian Cash Lloyd Glasspool                       | 1−6, 7−6(8), [10−8]                               |
| 2024 | Sander Gillé Joran Vliegen                        | Marcelo Melo Alexander Zverev                     | 5−7, 6−3, [10−5]                                  |
| 2023 | Ivan Dodig Austin Krajicek                        | Romain Arneodo Tristan-Samuel Weissborn           | 6−0, 4−6, [14−12]                                 |
| 2022 | Rajeev Ram Joe Salisbury                          | Juan Sebastián Cabal Robert Farah                 | 6−4, 3−6, [10−7]                                  |
| 2021 | Nikola Mektić Mate Pavić                          | Dan Evans Neal Skupski                            | 6−3, 4−6, [10−7]                                  |
| 2020 | Torneig suspès a causa de la pandèmia de COVID-19 | Torneig suspès a causa de la pandèmia de COVID-19 | Torneig suspès a causa de la pandèmia de COVID-19 |
| 2019 | Nikola Mektić Franko Škugor                       | Robin Haase Wesley Koolhof                        | 6−7(3), 7−6(3), [11−9]                            |
| 2018 | Bob Bryan Mike Bryan (6)                          | Oliver Marach Mate Pavić                          | 7−6(5), 6−3                                       |
| 2017 | Rohan Bopanna Pablo Cuevas                        | Feliciano López Marc López                        | 6−3, 3−6, [10−4]                                  |
| 2016 | Pierre-Hugues Herbert Nicolas Mahut               | Jamie Murray Bruno Soares                         | 4−6, 6−0, [10−6]                                  |
| 2015 | Bob Bryan Mike Bryan                              | Simone Bolelli Fabio Fognini                      | 7−6(3), 6−1                                       |
| 2014 | Bob Bryan Mike Bryan                              | Ivan Dodig Marcelo Melo                           | 6−3, 3−6, [10−8]                                  |
| 2013 | Julien Benneteau Nenad Zimonjić (5)               | Bob Bryan Mike Bryan                              | 4−6, 7−6(4), [14−12]                              |
| 2012 | Bob Bryan Mike Bryan                              | Maks Mirni Daniel Nestor                          | 6−2, 6−3                                          |
| 2011 | Bob Bryan Mike Bryan                              | Juan Ignacio Chela Bruno Soares                   | 6−3, 6−2                                          |
| 2010 | Daniel Nestor Nenad Zimonjić                      | Mahesh Bhupathi Maks Mirni                        | 6−3, 3−0 i retirada                               |
| 2009 | Daniel Nestor Nenad Zimonjić                      | Bob Bryan Mike Bryan                              | 6−1, 6−4                                          |
| 2008 | Rafael Nadal Tommy Robredo                        | Mahesh Bhupathi Mark Knowles                      | 6−3, 6−3                                          |
| 2007 | Bob Bryan Mike Bryan                              | Julien Benneteau Richard Gasquet                  | 6−2, 6−1                                          |
| 2006 | Jonas Björkman Maks Mirni                         | Fabrice Santoro Nenad Zimonjić                    | 6−2, 7−6                                          |
| 2005 | Leander Paes Nenad Zimonjić                       | Bob Bryan Mike Bryan                              | No presentats                                     |
| 2004 | Tim Henman Nenad Zimonjić                         | Gastón Etlis Martín Rodríguez                     | 7−5, 6−2                                          |
| 2003 | Mahesh Bhupathi Maks Mirni                        | Michaël Llodra Fabrice Santoro                    | 6−4, 3−6, 7−6                                     |
| 2002 | Jonas Björkman Todd Woodbridge (2)                | Paul Haarhuis Ievgueni Kàfelnikov                 | 6−3, 3−6, [10−7]                                  |
| 2001 | Jonas Björkman Todd Woodbridge                    | Joshua Eagle Andrew Florent                       | 3−6, 6−4, 6−2                                     |
| 2000 | Wayne Ferreira Ievgueni Kàfelnikov                | Paul Haarhuis Sandon Stolle                       | 6−3, 2−6, 6−1                                     |
| 1999 | Olivier Delaître Tim Henman                       | Jiří Novák David Rikl                             | 6−2, 6−3                                          |
| 1998 | Jacco Eltingh Paul Haarhuis (2)                   | Todd Woodbridge Mark Woodforde                    | 6−4, 6−2                                          |
| 1997 | Donald Johnson Francisco Montana                  | Jacco Eltingh Paul Haarhuis                       | 7−6, 2−6, 7−6                                     |
| 1996 | Ellis Ferreira Jan Siemerink                      | Jonas Björkman Nicklas Kulti                      | 2−6, 6−3, 6−2                                     |
| 1995 | Jacco Eltingh Paul Haarhuis                       | Luis Lobo Javier Sánchez                          | 6−3, 6−4                                          |
| 1994 | Nicklas Kulti Magnus Larsson                      | Ievgueni Kàfelnikov Daniel Vacek                  | 3−6, 7−6, 6−4                                     |
| 1993 | Stefan Edberg Petr Korda                          | Paul Haarhuis Mark Koevermans                     | 3−6, 6−2, 7−6                                     |
| 1992 | Boris Becker Michael Stich                        | Petr Korda Karel Nováček                          | 6−4, 6−4                                          |
| 1991 | Luke Jensen Laurie Warder                         | Paul Haarhuis Mark Koevermans                     | 5−7, 7−6, 6−4                                     |
| 1990 | Petr Korda Tomáš Šmíd                             | Andrés Gómez Javier Sánchez                       | 6−4, 7−6                                          |
| 1989 | Tomáš Šmíd Mark Woodforde                         | Paolo Canè Diego Nargiso                          | 1−6, 6−4, 6−2                                     |
| 1988 | Sergio Casal Emilio Sánchez Vicario               | Henri Leconte Ivan Lendl                          | 6−1, 6−3                                          |
| 1987 | Hans Gildemeister Andrés Gómez                    | Mansour Bahrami Michael Mortensen                 | 6−2, 6−4                                          |
| 1986 | Guy Forget Yannick Noah                           | Joakim Nyström Mats Wilander                      | 6−4, 3−6, 6−4                                     |
| 1985 | Pavel Složil Tomáš Šmíd                           | Shlomo Glickstein Shahar Perkiss                  | 6−2, 6−3                                          |
| 1984 | Mark Edmondson Sherwood Stewart                   | Jan Gunnarsson Mats Wilander                      | 6−2, 6−1                                          |
| 1983 | Heinz Günthardt Balázs Taróczy                    | Henri Leconte Yannick Noah                        | 6−2, 6−4                                          |
| 1982 | Peter McNamara Paul McNamee                       | Mark Edmondson Sherwood Stewart                   | 6−7, 7−6, 6−3                                     |
| 1981 | Heinz Günthardt Markus Günthardt                  | Pavel Složil Tomáš Šmíd                           | 6−3, 6−3                                          |
| 1980 | Paolo Bertolucci Adriano Panatta                  | Vitas Gerulaitis John McEnroe                     | 6−2, 5−7, 6−4                                     |
| 1979 | Ilie Năstase Raúl Ramírez                         | Victor Pecci Balázs Taróczy                       | 6−3, 6−4                                          |
| 1978 | Peter Fleming Tomáš Šmíd                          | Jaime Fillol Ilie Năstase                         | 6−4, 7−5                                          |
| 1977 | François Jauffret Jan Kodeš                       | Wojciech Fibak Tom Okker                          | 2−6, 6−3, 6−2                                     |
| 1976 | Wojciech Fibak Karl Meiler                        | Björn Borg Guillermo Vilas                        | 7−6, 6−1                                          |
| 1975 | Bob Hewitt Frew McMillan                          | Arthur Ashe Tom Okker                             | 6−3, 6−2                                          |
| 1974 | John Alexander Phil Dent                          | Manuel Orantes Tony Roche                         | 7−6, 4−6, 7−6, 6−3                                |
| 1973 | Juan Gisbert Ilie Năstase                         | Georges Goven Patrick Proisy                      | 6−2, 6−2, 6−2                                     |
| 1972 | Patrice Beust Daniel Contet                       | Jiří Hřebec Frantisek Pala                        | 3−6, 6−1, 12−10, 6−2                              |
| 1971 | Ilie Năstase Ion Ţiriac                           | Tom Okker Roger Taylor                            | 1−6, 6−3, 6−3, 8−6                                |
| 1970 | Marty Riessen Roger Taylor                        | Pierre Barthès Nikola Pilić                       | 6−3, 6−4, 6−2                                     |
| 1969 | Owen Davidson John Newcombe                       | Richard Pancho Gonzales Dennis Ralston            | 7−5, 11−13, 6−2, 6−1                              |
| 1968 | Sergei Likhachev Alex Metreveli                   | Patrice Beust Daniel Contet                       | 5−7, 9−7, 6−4, 5−7, 7−5                           |

### Individual masculí pre-Era Open
| Any  | Campió                                         | Finalista                                      | Resultat                                       |
| ---- | ---------------------------------------------- | ---------------------------------------------- | ---------------------------------------------- |
| 1967 | Nicola Pietrangeli (2)                         | Martin Mulligan                                | 6–3, 3–6, 6–3, 6–1                             |
| 1966 | Manuel Santana                                 | Nicola Pietrangeli                             | 8–6, 4–6, 6–4, 6–1                             |
| 1965 | István Gulyás                                  | Jiri Javorský                                  | 6–3, 7–9, 8–6, 6–4                             |
| 1964 | Martin Mulligan                                | Jan-Erik Lundqvist                             | 6–4, 6–4                                       |
| 1963 | Pierre Darmon (2)                              | Jan-Erik Lundqvist                             | 6–2, 2–6, 6–1, 5–7, 6–4                        |
| 1962 | Pierre Darmon                                  | Boro Jovanović                                 | 6–2, 6–1, 6–3                                  |
| 1961 | Nicola Pietrangeli                             | Pierre Darmon                                  | 6–4, 1–6, 6–3, 6–3                             |
| 1960 | Andrés Gimeno                                  | Mike Davies                                    | 8–6, 6–3, 6–4                                  |
| 1959 | Robert Haillet (2)                             | Budge Patty                                    | 9–7, 6–3, 4–6, 6–3                             |
| 1958 | Robert Haillet                                 | Jaroslav Drobný                                | 6–4, 6–4, 6–3                                  |
| 1957 | Jacky Brichant                                 | Paul Remy                                      | 3–6, 5–5 i retirada                            |
| 1956 | Hugh Stewart                                   | Tony Vincent                                   | 1–6, 8–6, 6–0, 6–2                             |
| 1955 | Władysław Skonecki (2)                         | Budge Patty                                    | 6–4, 6–2, 8–6                                  |
| 1954 | Lorne Main                                     | Tony Vincent                                   | 9–7, 3–6, 7–5, 6–4                             |
| 1953 | Władysław Skonecki                             | Jaroslav Drobný                                | 6–3, 6–4, 11–9                                 |
| 1952 | Frank Sedgman                                  | Jaroslav Drobný                                | 7–5, 6–2, 5–7, 6–1                             |
| 1951 | Straight Clark                                 | Fred Kovaleski                                 | 1–6, 6–4, 6–4, 1–6, 10–8                       |
| 1950 | Jaroslav Drobný                                | Bill Talbert                                   | 6–4, 6–4, 6–1                                  |
| 1949 | Frank Parker                                   | Gianni Cucelli                                 | 2–6, 6–3, 6–0, 6–4                             |
| 1948 | József Asbóth                                  | Gianni Cucelli                                 | 6–3, 6–2, 5–7, 6–2                             |
| 1947 | Lennart Bergelin                               | Budge Patty                                    | 6–3, 6–8, 1–6, 6–2, 8–6                        |
| 1946 | Pierre Pelizza (2)                             | Yvon Petra                                     | 6–3, 6–2, 4–6, 6–3                             |
| 1945 | Sense competició per la Segona Guerra Mundial  | Sense competició per la Segona Guerra Mundial  | Sense competició per la Segona Guerra Mundial  |
| 1944 | Sense competició per la Segona Guerra Mundial  | Sense competició per la Segona Guerra Mundial  | Sense competició per la Segona Guerra Mundial  |
| 1943 | Sense competició per la Segona Guerra Mundial  | Sense competició per la Segona Guerra Mundial  | Sense competició per la Segona Guerra Mundial  |
| 1942 | Sense competició per la Segona Guerra Mundial  | Sense competició per la Segona Guerra Mundial  | Sense competició per la Segona Guerra Mundial  |
| 1941 | Sense competició per la Segona Guerra Mundial  | Sense competició per la Segona Guerra Mundial  | Sense competició per la Segona Guerra Mundial  |
| 1940 | Sense competició per la Segona Guerra Mundial  | Sense competició per la Segona Guerra Mundial  | Sense competició per la Segona Guerra Mundial  |
| 1939 | Pierre Pelizza                                 | Yvon Petra                                     | 6–8, 6–3, 6–4, 6–2                             |
| 1938 | Ferenc Puncec                                  | Christian Boussus                              | 6–0, 6–1, 6–1                                  |
| 1937 | Gottfried von Cramm (2)                        | Christian Boussus                              | 6–2, 3–6, 6–2, 2–6, 6–2                        |
| 1936 | Gottfried von Cramm                            | Henner Henkel                                  | 4–6, 4–6, 7–5, 6–4, 7–5                        |
| 1935 | Giovanni Palmieri                              | Henry Austin                                   | 6–1, 6–1, 7–5                                  |
| 1934 | Henry Austin (2)                               | Giorgio De Stefani                             | 6–1, 8–6, 6–4                                  |
| 1933 | Henry Austin                                   | George Rogers                                  | 11–9, 6–3, 7–5                                 |
| 1932 | Roderick Menzel                                | George Rogers                                  | 6–4, 7–5, 6–2                                  |
| 1931 | Henri Cochet (3)                               | George Rogers                                  | 7–5, 6–2, 6–4                                  |
| 1930 | Bill Tilden                                    | Henry Austin                                   | 6–4, 6–4, 6–1                                  |
| 1929 | Henri Cochet                                   | Umberto De Morpurgo                            | 8–6, 6–4, 6–4                                  |
| 1928 | Henri Cochet                                   | Bela von Kehrling                              | 3–6, 2–6, 6–3, 6–3, 6–2                        |
| 1927 | Bela von Kehrling (2)                          | Erik Worm                                      | No presentat                                   |
| 1926 | Bela von Kehrling                              | Charles Kingsley                               | 6–4, 6–1, 6–3                                  |
| 1925 |                                                |                                                |                                                |
| 1924 | Leighton Crawford                              | Leonce Aslangul                                | 6–4, 3–6, 6–2                                  |
| 1923 | Gordon Lowe (3)                                | Leighton Crawford                              | 6–2, 6–4, 6–4                                  |
| 1922 | Comte Balbi di Robecco                         | Alain Gerbault                                 | 6–1, 6–4, 6–3                                  |
| 1921 | Gordon Lowe                                    | Major Algernon Kingscote                       | 6–1, 0–6, 6–4, 6–2                             |
| 1920 | Gordon Lowe                                    | Josiah Ritchie                                 | 7–5, 6–2                                       |
| 1919 | Nicholas Mishu                                 | Max Décugis                                    | 6–2, 6–0                                       |
| 1918 | Sense competició per la Primera Guerra Mundial | Sense competició per la Primera Guerra Mundial | Sense competició per la Primera Guerra Mundial |
| 1917 | Sense competició per la Primera Guerra Mundial | Sense competició per la Primera Guerra Mundial | Sense competició per la Primera Guerra Mundial |
| 1916 | Sense competició per la Primera Guerra Mundial | Sense competició per la Primera Guerra Mundial | Sense competició per la Primera Guerra Mundial |
| 1915 | Sense competició per la Primera Guerra Mundial | Sense competició per la Primera Guerra Mundial | Sense competició per la Primera Guerra Mundial |
| 1914 | Anthony Wilding (5)                            | Gordon Lowe                                    | 6–2, 6–3, 6–2                                  |
| 1913 | Anthony Wilding                                | F. Poulin                                      | 6–0, 6–2, 6–1                                  |
| 1912 | Anthony Wilding                                | C. Moore                                       | 6–3, 6–0, 6–0                                  |
| 1911 | Anthony Wilding                                | Max Décugis                                    | 5–7, 1–6, 6–3, 6–0, 6–1                        |
| 1910 | Max Décugis                                    | Josiah Ritchie                                 | 6–3, 6–0, 6–0                                  |
| 1909 | Fred Alexander                                 | Lawrence Doherty                               | 7–5, 6–4, 6–1                                  |
| 1908 | Anthony Wilding                                | Wilberforce Eaves                              | 6–3, 2–6, 6–3, 4–6, 6–0                        |
| 1907 | Josiah Ritchie                                 | Lawrence Doherty                               | 8–6, 7–5, 8–6                                  |
| 1906 | Lawrence Doherty (4)                           | Wilberforce Eaves                              | 6–3, 11–9                                      |
| 1905 | Lawrence Doherty                               | Josiah Ritchie                                 | 6–4, 8–6, 6–4                                  |
| 1904 | Reggie Doherty (6)                             | Josiah Ritchie                                 | 6–1, 7–5, 3–6, 7–5                             |
| 1903 | Reggie Doherty                                 | Frank Riseley                                  | 6–1, 14–16 i retirada                          |
| 1902 | Reggie Doherty                                 | George Hillyard                                | 6–1, 6–4, 6–3                                  |
| 1901 | Lawrence Doherty                               | Wilberforce Eaves                              | 6–2, 5–7, 6–1                                  |
| 1900 | Lawrence Doherty                               |                                                |                                                |
| 1899 | Reggie Doherty                                 | Graf Victor Voss                               | 6–2 i retirada                                 |
| 1898 | Reggie Doherty                                 | Graf Victor Voss                               | 4–6, 6–3, 6–3, 4–0 i retirada                  |
| 1897 | Reggie Doherty                                 | Blackwood Price                                | 6–2, 6–1, 6–2                                  |